# Cubelo (Boqueijón)
Cubelo (en gallego y oficialmente, O Covelo) es un lugar español situado en la parroquia de Vigo, del municipio de Boqueijón, en la provincia de La Coruña, Galicia.

## Demografía
| Gráfica de evolución demográfica de O Covelo entre 2000 y 2018 |
|                                                                |
| Datos según el nomenclátor publicado por el INE.               |